# Yamaç, Emirgazi
Yamaç là một xã thuộc huyện Emirgazi, tỉnh Konya, Thổ Nhĩ Kỳ. Dân số thời điểm năm 2011 là 381 người.